# Artie Hatzes
Artie P. Hatzes (nascido em 24 de maio de 1957) é um astrônomo estadunidense. Ele atua como professor da Universidade de Jena e diretor do Observatório Karl Schwarzschild.
Hatzes se popularizou como sendo um dos pioneiros na busca por planetas extrassolares, particularmente por seu trabalho na missão espacial COROT. Entre outros, ele descobriu os exoplanetas Pollux b, Epsilon Eridani b e HD 13189.